# Renault Trucks
Renault Trucks este un producător francez de camioane comerciale și vehicule militare cu sediul corporativ la Saint-Priest, lângă Lyon. Inițial parte a Renault, este deținută din 2001 de Volvo Group, o companie multinațională de producție suedeză.
De la începuturile sale în 1978 până în 2002, compania a fost numită Renault Véhicules Industriels (engleză: Renault Industrial Vehicles), din 1992, scrisă oficial ca Renault V. I. . Până în 1999, Renault Véhicules Industriels a mai fabricat autobuze.

## Modele
- Renault Trucks C
- Renault Trucks D
- Renault Trucks K
- Renault Trucks T

## Legături externe
- Renault Trucks România
- Renault Trucks Global Website
- Renault Trucks Defense website Arhivat în 5 octombrie 2006, la Wayback Machine.
- Renault Trucks Corporate 2009[nefuncțională]
- Spanish Renault trucks gallery Arhivat în 3 decembrie 2021, la Wayback Machine.